# 9261 Пеггітомсон
9261 Пеггітомсон (9261 Peggythomson) — астероїд головного поясу, відкритий 8 жовтня 1953 року.
Тіссеранів параметр щодо Юпітера — 3,580.